# Ficus pallida
Ficus pallida là một loài thực vật thuộc họ Moraceae. Loài này có ở Brasil và Colombia.